# Anthurium reticulatum
Anthurium reticulatum är en kallaväxtart som beskrevs av George Bentham. Anthurium reticulatum ingår i släktet Anthurium och familjen kallaväxter. Inga underarter finns listade.